# Labels or Love
«Labels or Love» es una canción de la cantante estadounidense Fergie. Fue lanzada en 2008 como segundo sencillo de la versión de lujo de su primer álbum como solista, The Dutchess. La pista se incluye en la banda sonora de la película Sex and the City e incluye partes de la canción de entrada de la serie homónima. «Labels or Love» fue lanzada el 4 de mayo en Brasil, después de un preestreno exclusivo para la radio brasileña Jovem Pan, una de las emisoras más importantes del país.[cita requerida]
La canción fue oficialmente lanzada en EE. UU. y Australia el 3 de junio de 2008 como último sencillo del álbum The Dutchess. El sencillo debutó en el número 28 en la lista australiana "ARIA Singles Chart", llegando pocas semanas después al número 15, posición máxima que consiguió en Australia. La canción no tuvo éxito pues la posición más alta conseguida ha sido la sexta, en la lista oficial de descargas de Malta.

## Posicionamiento
| Listas (2008)                 | Posiciones |
| ----------------------------- | ---------- |
| Australian ARIA Singles Chart | 15         |
| Austrian Singles Chart        | 53         |
| Suiza Singles Chart           | 74         |
| UK Singles Chart              | 56         |
| Canadian Hot 100              | 28         |
| Malta Singles Chart           | 6          |
| Irish Singles Chart           | 28         |
| U.S. Billboard Pop 100        | 89         |
| Euro 200                      | 215        |
| Mexican Top 100               | 49         |
| Turkey Top 20 Chart           | 18         |